# Cadillac Cyclone

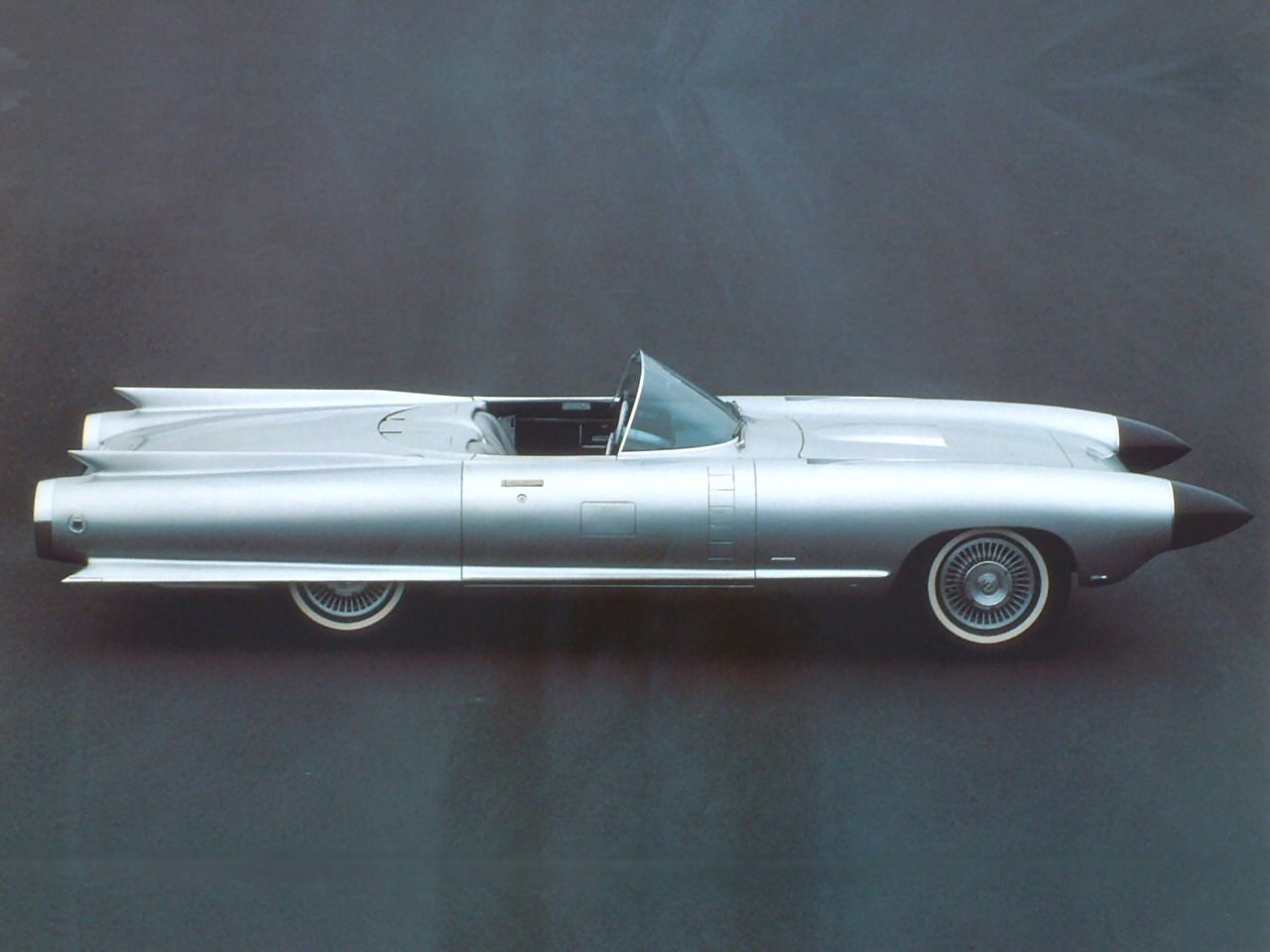
Cadillac Cyclone

La Cadillac Cyclone est un concept-car construit en 1959 par Cadillac. 
La Cyclone n'a jamais été produite en série comme modèle de production. Elle réside actuellement dans le GM Heritage Collection.

## Aperçu
L'une des dernières voitures conçues par Harley J. Earl, la Cyclone était un banc d'essai pour le style et la technologie futuristes. Construit sur un châssis à empattement de 104", il comportait un moteur monté à l'avant, une boîte-pont automatique à l'arrière et une suspension indépendante à toutes les roues. De manière unique, l'échappement du moteur de la Cyclone a été évacué juste devant les roues avant. Elle comportait également un système anti-collision actionné par radar, avec les capteurs radar montés dans des cônes avant jumeaux à l'avant de la voiture. 
Parmi les caractéristiques stylistiques de la Cyclone, la verrière supérieure était la plus importante. Argentée pour la protection UV, la verrière s'ouvrait automatiquement avec les portes coulissantes électriques. L'auvent pouvait également être rangé dans le compartiment arrière, où il reposait sur une base spéciale d'airbag.
La conception de la Cyclone a été fortement inspirée par les conceptions de l'aviation et des fusées des années 1950. La conception originale de la Cyclone comprenait des ailerons arrière plus grands (semblables à ceux de la gamme Cadillac de 1959), ornés du logo de la General Motors Air Transport Section (GMATS). Ces ailerons ont été réduits en taille en 1964 (et le logo GMATS enlevé) pour ressembler davantage à la gamme Cadillac de 1963-4.

## Galerie

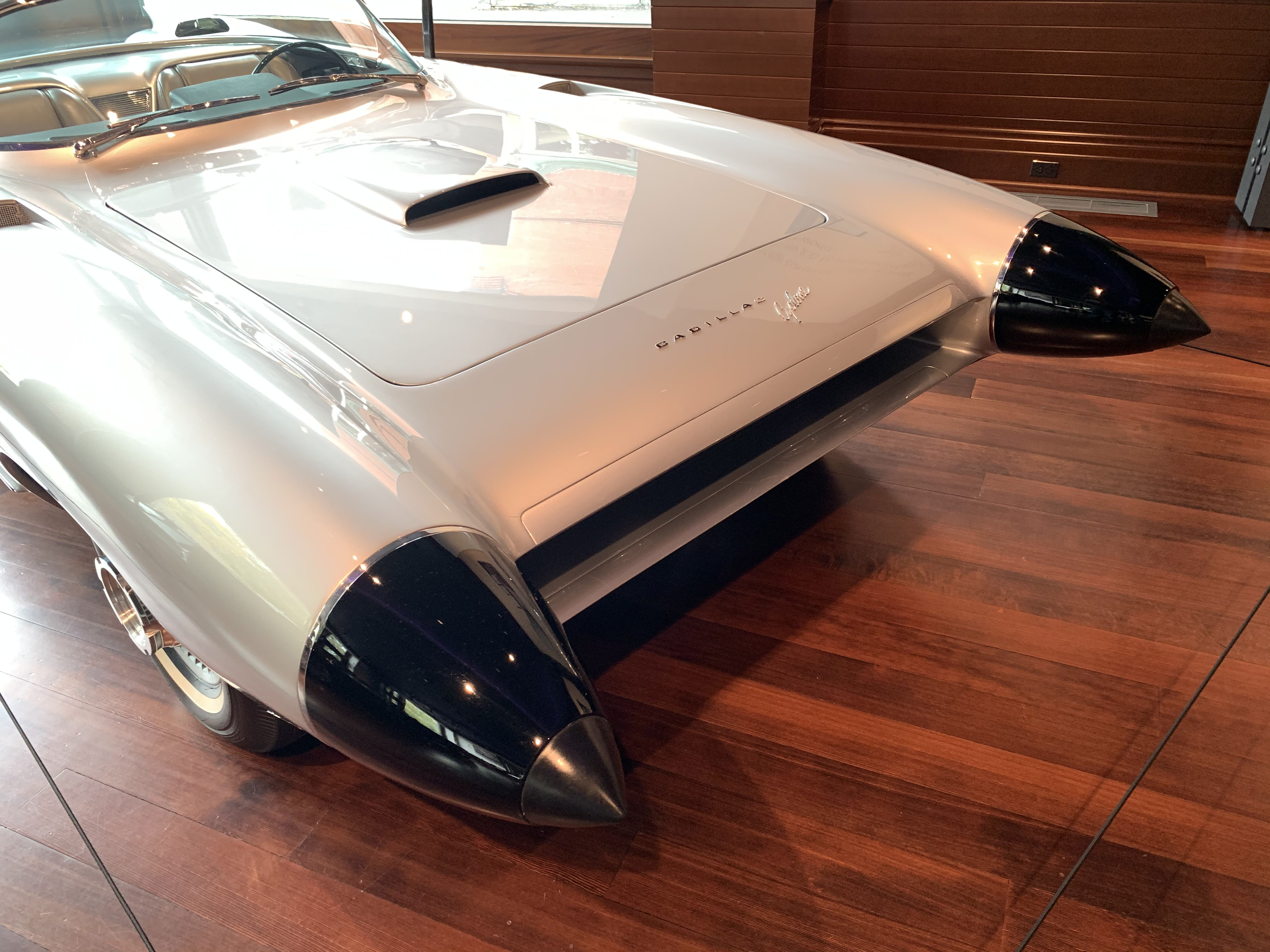
Vue avant
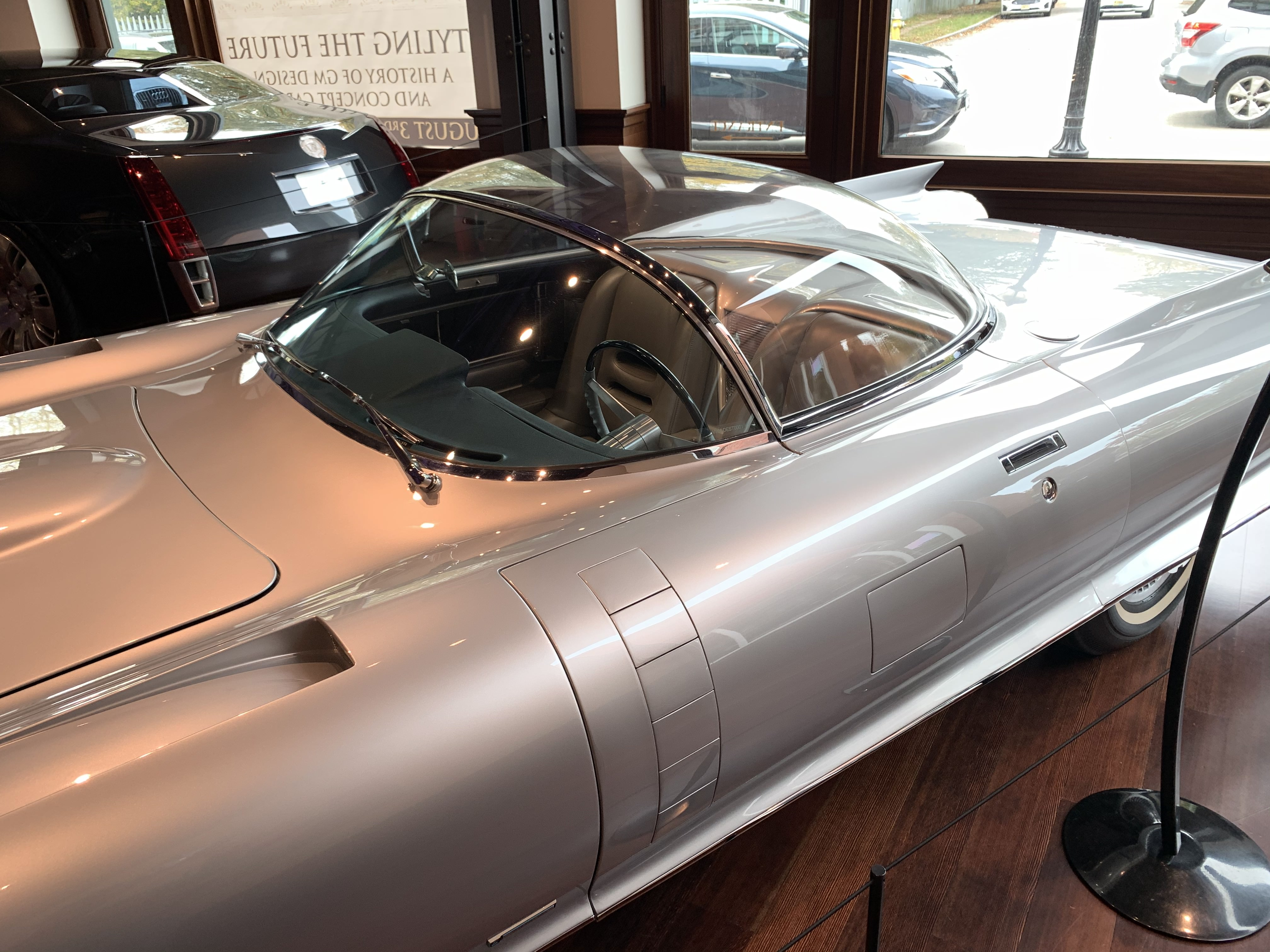
Vue arrière
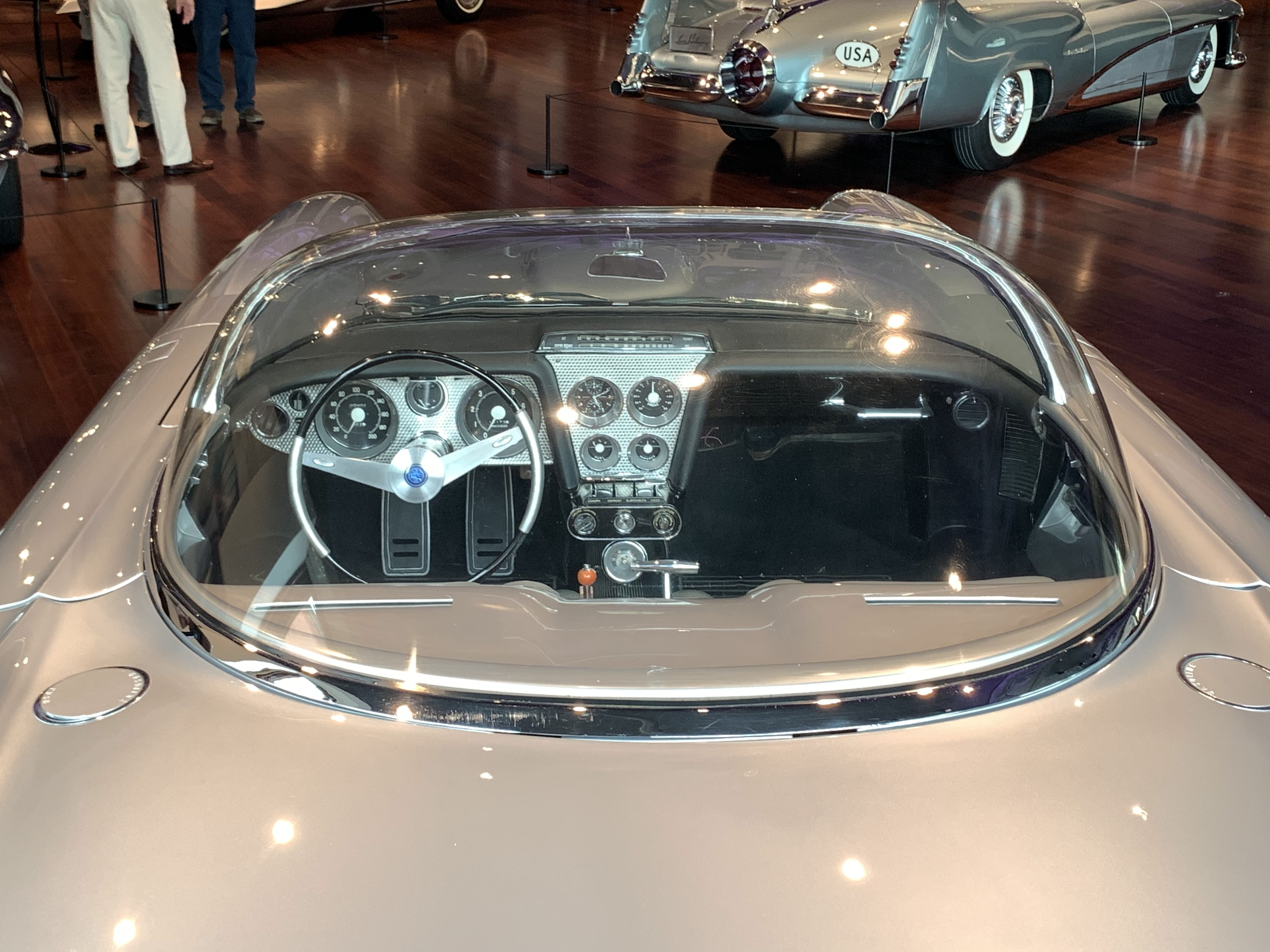
Vue intérieure
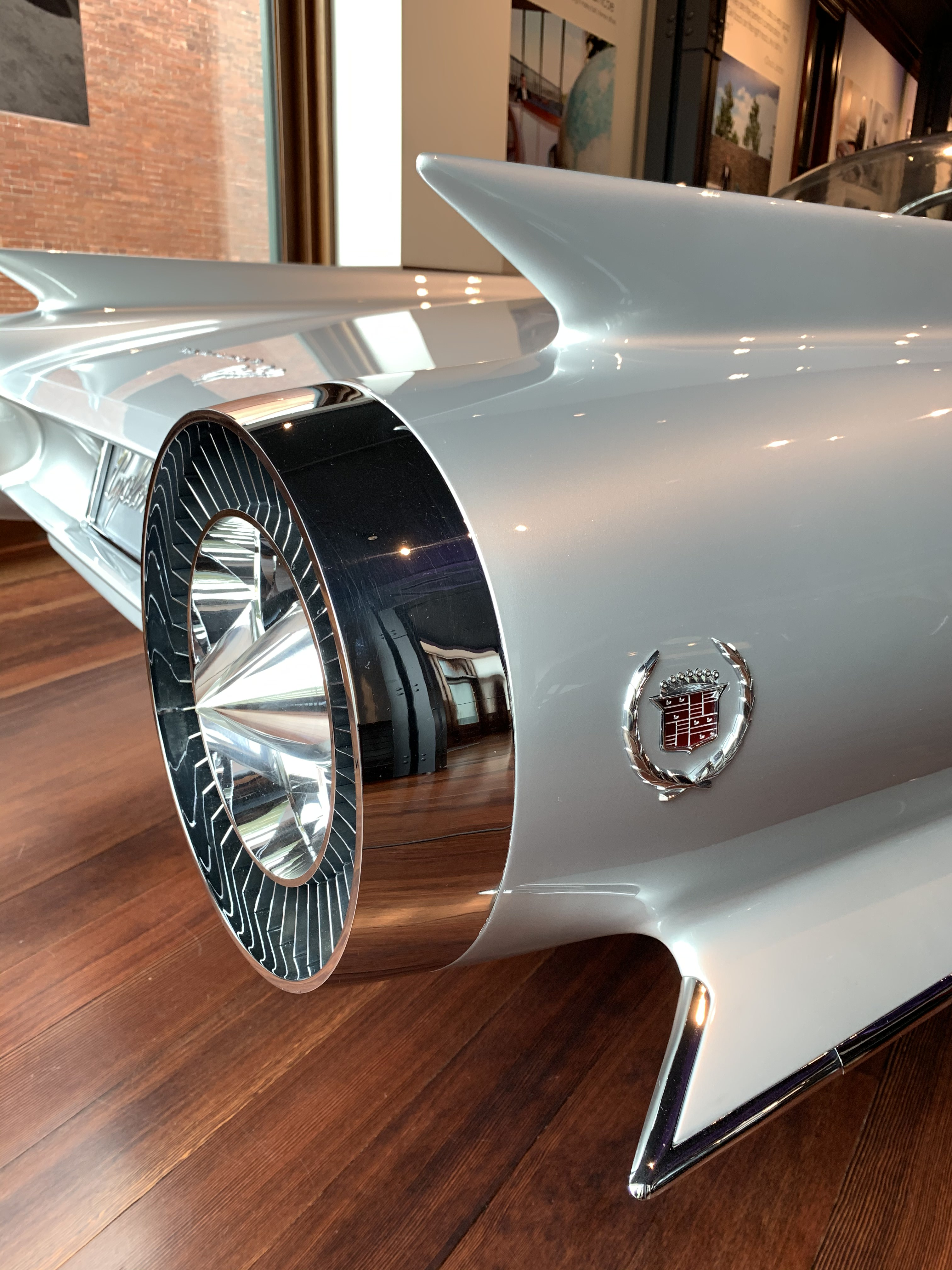
Plaque d'immatriculation